# Javier Zarzalejos
Zarzalejos  Nieto est un nom espagnol. Le premier nom de famille, en général paternel, est Zarzalejos ; le second, en général maternel, souvent omis, est Nieto.
Javier Zarzalejos, né le 6 juin 1960 à Bilbao, est un homme politique espagnol, membre du Parti populaire (PP).

## Distinctions
- Grand-croix de l'ordre d'Isabelle la Catholique (2004)[réf. nécessaire]